# 제이위버
제이위버는 대한민국의 음악 그룹이다. 2022년 EP 《Jtrap》으로 데뷔했다.

## 방송
- Peak Time (2023)

## 음반
- Jtrap (2022)